# Chaetostricha magna
Chaetostricha magna är en stekelart som först beskrevs av Girault 1913.  Chaetostricha magna ingår i släktet Chaetostricha och familjen hårstrimsteklar. Inga underarter finns listade i Catalogue of Life.